# 2 ngày 1 đêm (mùa 2)
Mùa thứ hai của chương trình 2 ngày 1 đêm do Đài Truyền hình Thành phố Hồ Chí Minh và công ty Đông Tây Promotion phối hợp thực hiện, được phát sóng trên kênh HTV7 và ứng dụng VieON với các thành viên chính là Trường Giang, Kiều Minh Tuấn, Ngô Kiến Huy, Lê Dương Bảo Lâm, Cris Phan và HIEUTHUHAI. Tập đầu tiên của mùa thứ hai lên sóng vào ngày 1 tháng 10 năm 2023. Bên cạnh khẩu hiệu "Tự do tự lo" như mùa đầu tiên, mùa thứ hai được thực hiện với 3 tiêu chí: "Nhân đôi khổ đau, nhân đôi bất ngờ và nhân đôi niềm vui". Sáu thành viên của mùa đầu tiên đều được xác nhận trở lại trong mùa thứ hai.

## Danh sách thành viên
| STT | Thành viên       | Tên thật           | Ngày sinh  | Nghề nghiệp                 |
| --- | ---------------- | ------------------ | ---------- | --------------------------- |
| 1   | Trường Giang     | Võ Vũ Trường Giang | 20/04/1983 | Diễn viên, MC, Nhà sản xuất |
| 2   | Kiều Minh Tuấn   | Kiều Minh Tuấn     | 26/02/1988 | Diễn viên điện ảnh          |
| 3   | Ngô Kiến Huy     | Lê Thành Dương     | 29/06/1988 | Ca sĩ, Diễn viên, MC        |
| 4   | Lê Dương Bảo Lâm | Lê Dương Bảo Lâm   | 11/07/1989 | Diễn viên hài, MC           |
| 5   | Cris Phan        | Phan Lê Vy Thanh   | 01/06/1993 | Streamer, Diễn viên         |
| 6   | HIEUTHUHAI       | Trần Minh Hiếu     | 28/09/1999 | Rapper, Ca sĩ, Nhạc sĩ      |

## Danh sách tập
| Chuyến đi # | Tập #   | Ngày phát sóng                                                | Địa điểm tham quan    | Ghi chú | TK     |
| ----------- | ------- | ------------------------------------------------------------- | --------------------- | --- | ------ |
| 13          | 32 – 33 | 1 tháng 10 năm 2023 8 tháng 10 năm 2023                       | Đà Nẵng               | - Đây là chuyến đi đầu tiên trong mùa thứ hai của chương trình. - Hành trình này có tên gọi là "Hành trình chinh phục những ước mơ". Có 5 ước mơ trong hành trình, mỗi ước mơ bao gồm một thử thách; hoàn thành thử thách thì sẽ chinh phục được ước mơ đó. - Chương trình cũng giới thiệu linh vật cú mèo được đặt tên là "Gien-nỳ", có tác dụng mang lại sự xui xẻo gấp đôi linh vật mèo Jennifer của mùa trước cho bất cứ ai sở hữu nó (người sở hữu Gien-nỳ sẽ phải đeo chú mèo này cho đến cuối hành trình, bất kể họ đang mặc trang phục nào). - Khách mời Mỹ Tâm xuất hiện trong tập 33 và là khách mời đầu tiên của mùa 2. Đây là lần đầu tiên cô tham gia một chương trình truyền hình thực tế, dựa theo nguyện vọng của các thành viên trước đó. - Lê Dương Bảo Lâm là người giữ Gien-nỳ. | [ 4 ]  |
| 14          | 34 – 35 | 15 tháng 10 năm 2023 22 tháng 10 năm 2023                     | Nghệ An               | - Đây là chuyến đi thứ hai trong mùa thứ hai của chương trình, với tên gọi "Chí khí nam nhi". - Đỗ Đức Thịnh và Huy Khánh là hai khách mời xuất hiện trong chuyến đi này. - Vì thời điểm ghi hình chuyến đi trùng với thời điểm ghi hình của Ca sĩ mặt nạ, nên Ngô Kiến Huy tạm vắng mặt ở nửa đầu tập 34 (trước bữa ăn trưa) và được thực hiện một thử thách riêng của chương trình. - Đỗ Đức Thịnh là người giữ Gien-nỳ. | [ 5 ]  |
| 15          | 36 – 38 | 29 tháng 10 năm 2023 5 tháng 11 năm 2023 12 tháng 11 năm 2023 | Bình Định             | - Đây là chuyến đi thứ ba trong mùa thứ hai của chương trình, với tên gọi "Thế giới cổ tích". - Hai rapper BigDaddy và B Ray là hai khách mời chính xuất hiện trong chuyến đi này. - Khách mời Hữu Đằng xuất hiện với vai trò người dẫn chuyện cho từng thử thách và không tham gia các thử thách. - Cris Phan là người giữ Gien-nỳ. | [ 6 ]  |
| 16          | 39 – 41 | 19 tháng 11 năm 2023 26 tháng 11 năm 2023 3 tháng 12 năm 2023 | Phú Yên               | - Đây là chuyến đi thứ tư trong mùa thứ hai của chương trình, với tên gọi "Tình bạn bất diệt". Các thành viên thu thập sticker bằng cách giành chiến thắng các thử thách để dán chúng lên vòng quay may mắn nhằm quyết định chỗ ngủ của các thành viên. - Với sáu khách mời nữ tham gia, đây là một trong những chuyến đi có số khách mời đông nhất trong chương trình. Đây cũng là lần thứ hai Minh Tú làm khách mời của chương trình, sau chuyến đi tại An Giang ở mùa đầu tiên. Năm khách mời còn lại lần lượt là Lâm Vỹ Dạ, Nam Thư, Puka, Ngọc Phước và Kha Ly. - Kiều Minh Tuấn và Kha Ly là người giữ Gien-nỳ. | [ 7 ]  |
| 17          | 42 – 43 | 10 tháng 12 năm 2023 17 tháng 12 năm 2023                     | Hòa Bình              | - Đây là chuyến đi thứ năm trong mùa thứ hai của chương trình, với tên gọi "Sức mạnh đoàn kết". - Trường Giang là người uống trúng ly nước đặc biệt nhưng không đeo Gien-nỳ vì Gien-nỳ chính là Phương Ly, khách mời xuất hiện trong chuyến đi lần này với nhiệm vụ là gián điệp để làm cho các thành viên chính phải thất bại. - Thời điểm ghi hình cũng là thời điểm mẹ của Tạ Thị Quỳnh Anh (Quỳnh Quỳnh) – vợ của Lê Dương Bảo Lâm – qua đời. | [ 8 ]  |
| 18          | 44 – 45 | 24 tháng 12 năm 2023 31 tháng 12 năm 2023                     | Phú Quốc, Kiên Giang  | - Đây là chuyến đi thứ sáu trong mùa thứ hai của chương trình, với tên gọi "Cuộc phiêu lưu trên đảo ngọc". Các thành viên thu thập ngọc bằng cách giành chiến thắng các thử thách và mỗi người tự giữ, tuy nhiên sẽ có trộm cắp giữa các thành viên nếu không giữ cẩn thận. - Chuyến đi này là chuyến đi đặc biệt chào đón Giáng sinh và năm mới 2024. - Đây là lần thứ hai Song Luân làm khách mời của chương trình, sau chuyến đi ở Thừa Thiên Huế trong mùa đầu tiên. Trong khi đó, Anh Tú lần đầu tiên làm khách mời trong chuyến đi lần này. - Lưu Phi Phi (thành viên trong ê-kip lo phần hậu kỳ của chương trình) đảm nhiệm vai trò người bán những món đồ hỗ trợ cho các thử thách, dàn cast mua bằng những viên ngọc trai có được nhưng chỉ sử dụng món đồ đã mua 1 lần. - Kiều Minh Tuấn là người giữ Gien-nỳ. | [ 9 ]  |
| 19          | 46 – 47 | 7 tháng 1 năm 2024 14 tháng 1 năm 2024                        | Cà Mau                | - Đây là chuyến đi thứ bảy trong mùa thứ hai của chương trình, với tên gọi "Đường về đất mũi". - Huỳnh Lập và Võ Tấn Phát là hai khách mời xuất hiện trong chuyến đi này. - Ngô Kiến Huy là người giữ Gien-nỳ. | [ 10 ] |
| –           | 48      | 21 tháng 1 năm 2024                                           | Thành phố Hồ Chí Minh | - Đây là tập đặc biệt nhìn lại hành trình của 2 ngày 1 đêm, nơi các thành viên chia sẻ những trải nghiệm về hành trình của mình, cũng như cùng được xem những trò chơi chưa được lên sóng trong chương trình tại nhà hàng Chay Garden. | [ 11 ] |
| 20          | 49 – 50 | 28 tháng 1 năm 2024 4 tháng 2 năm 2024                        | Thành phố Hồ Chí Minh | - Đây là chuyến đi thứ tám và cũng là chuyến đi cuối cùng trong mùa thứ hai của chương trình, với tên gọi là "Cuộc chiến mỹ vị". Các thành viên chia làm hai đội và sẽ tích lũy tiền cho đội mình thông qua những thử thách trong ngày đầu tiên để phục vụ cho thử thách chính của chuyến đi trong ngày thứ hai. Đội thắng sẽ nhận 300.000 đồng còn đội thua sẽ nhận 150.000. - Trong thử thách chính "Mỹ vị đoàn viên", các thành viên của hai đội sẽ phải đi chợ với số tiền kiếm được thông qua các thử thách và nấu ăn để đãi 12 vị khách đặc biệt, bao gồm: Mạc Văn Khoa (người dẫn chương trình cho thử thách), Nhã Phương (vợ Trường Giang), Nguyễn Thị Ánh (mẹ Ngô Kiến Huy), Kiều Thị Thu Thủy (em gái Kiều Minh Tuấn), Mai Quỳnh Anh (vợ Cris Phan), Dương Thị Bích Phượng (mẹ Lê Dương Bảo Lâm), Tạ Thị Quỳnh Anh (Quỳnh Quỳnh, vợ Lê Dương Bảo Lâm), Ku Phin (con trai út Lê Dương Bảo Lâm), Hurrykng và Manbo (hai thành viên trong nhóm nhạc Gerdnang với HIEUTHUHAI), Negav (rapper, bạn thân HIEUTHUHAI) và Quang Hùng MasterD (nhạc sĩ, ca sĩ hát ca khúc "Thủy triều"). - HIEUTHUHAI là người giữ Gien-nỳ. | [ 12 ] |